# Деревянные башмаки

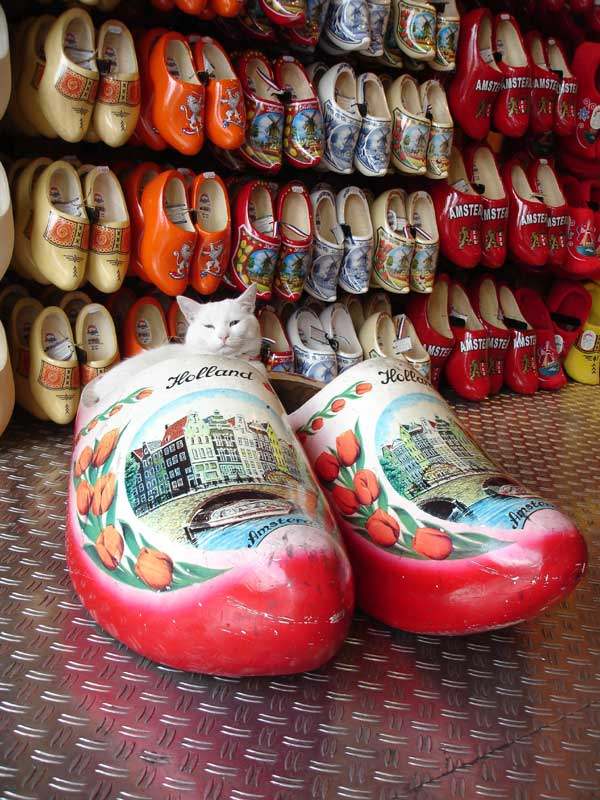
Сувенирные нидерландские кломпы

Деревянные башмаки — деревянная обувь, элемент традиционной одежды во многих странах мира, в частности у рыбаков и простолюдинов в Европе.
Деревянные башмаки обычно использовались низшими слоями населения (крестьянами, рабочими) в качестве повседневной и иногда защитной обуви (например, у корабелов они служили для предотвращения травм ступни в случае падения на неё брёвен или тяжёлых инструментов). В Англии деревянные башмаки называются клоги (англ. clog), во Франции — сабо (фр. sabot), в Нидерландах — кломпы (нидерл. klomp), в Литве — клумпес (лит. klumpės), в Каталонии — эсклоп (кат. esclop), в Швеции — треску (швед. träsko), в Чехии — држеваки и нейшлаки (чеш. dřeváky, mejšláky, nejšle, nejšláky), а в Хорватии и северной Сербии — цокулы (сербохорв. cokule, цокуле). Традиционно их изготовляют из различных видов древесины (ива, тополь, берёза, бук и другие).

## Разновидности

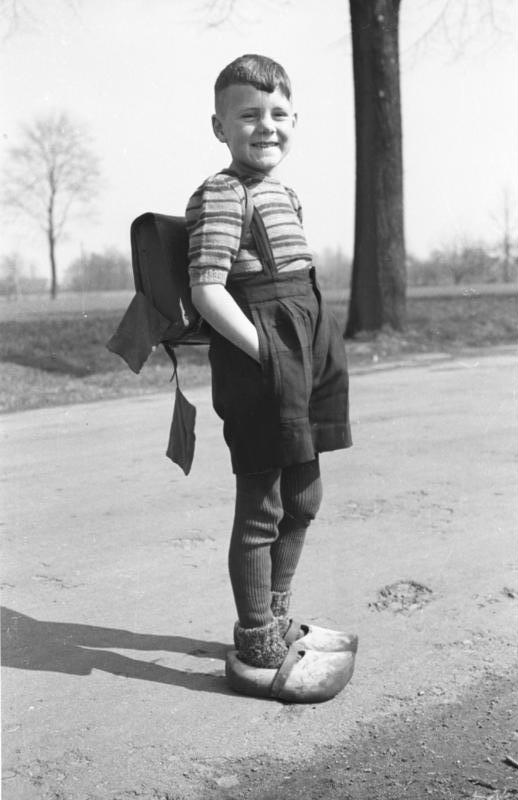
Нидерландский школьник в кломпах на толстый шерстяной носок, середина XX века

Дерево традиционно использовалось как компонент обуви служащий для усиления каблука или подошвы. Поскольку деревянные башмаки зачастую используют другие материалы для улучшения качества такой продукции, определение обуви как именно деревянной может быть в определенной степени условно. Существует множество разновидностей деревянной обуви. В зависимости от страны, в которой они сделаны, это и туфли на каблуке, и ботинки, и даже сандалии.
В первую очередь деревянная обувь была распространена в таких европейских странах и регионах, как Нидерланды, Бельгия, Галисия, Кантабрия, Литва, Дания, Швеция.
Сейчас клогами или сабо называют не только традиционные деревянные башмаки, но и просто вид обуви без задника на высокой подошве. Они чаще всего сделаны из кожи и других современных материалов, но иногда для любителей этой формы обуви существуют гибридные варианты типа сандалий с деревянной подошвой и мягким верхом. Резиновые сабо чаще всего используются в качестве обуви для сада, так как их удобнее всего мыть и сушить.

Деревянный башмак использовался анархистами как символ политической борьбы бедных против богатых в XIX-м и начале XX века. Слово «саботаж» предположительно происходит от французского названия деревянного башмака, сабо. Так называлась тактика голландских профсоюзных деятелей, бросавших деревянные башмаки в механизмы фабричных станков, вызывая тем самым остановку работы. В наши дни являются одним из символов Нидерландов и популярны в качестве сувенира.
В Белоруссии деревянные башмаки назывались «дзеравяшки» (то есть деревяшки). Их носили весной и осенью преимущественно в Гродненской области и на Западной Витебщине, спорадически они встречались и в других районах. Были двух типов: выдолбленные из куска дерева башмаки, с круглым или заострённым носком, и комбинированные туфли на низком и высоком каблуке, к деревянной подошве которых прикреплялся кожаный верх или широкая кожаная полоса. В некоторых русских деревнях в ненастную погоду поверх лаптей могли повязывать толстые деревянные колодки: одна привязывалась к переду стопы, вторая — к заду.
Деревянная обувь в своё время была распространена и в Западной Украине. В частности она была известна у бойков в Карпатах. Поскольку эта обувь была выдолблена из дерева она известна как «довбанки» (то есть долблёнки) или «довбанци». В других регионах Украины известны названия: деревянки, деревянци, колодянки и др. На Полтавщине (с. Деймановка Пирятинского района) ещё в середине XX века использовали плоские калошеподобные «шкарбани» или «постолы» (то есть поршни, лапти), которые зимой надевали на сапоги для защиты обуви во время кошения камыша на реках и прудах.
Традиционные кантабрийские деревянные башмаки, альбарки (исп. albarcas), изредка носятся и по сей день, и красятся в чёрный цвет. Помимо каблука на пятке, они обладают двумя зубчиками на передней стороне стопы (примерно под подушечкой стопы).
В Нидерландах в середине 1980-х годов было 350 мастеров, ежегодно изготавливавших около 3 млн пар деревянной обуви (её покупали не только иностранные туристы в качестве сувениров, но и голландские крестьяне в качестве повседневной обуви). Лучшей древесиной для изготовления деревянных башмаков у голландцев исторически считался тополь.

### Обувь с деревянной подошвой

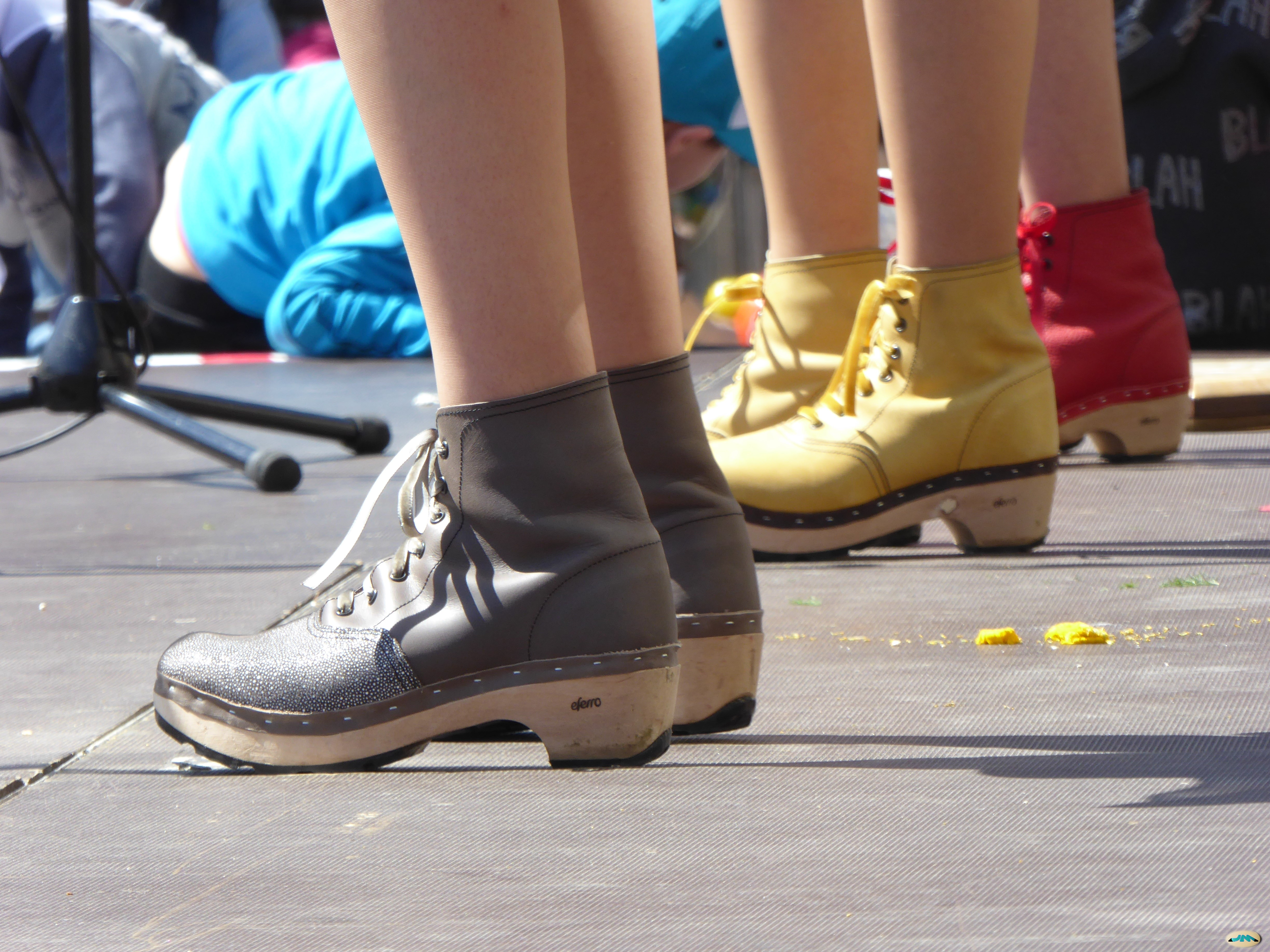
Галисийские туфли зоко (zoco) с деревянной подошвой

Обувь промежуточного типа, как правило с кожаным верхом. Существует множество вариаций стиля и застежек подобной обуви.
Такая обувь была в особенности популярна в Галисии (историческая область в Испании) и Великобритании. Возможно, они произошли от деревянных сандалий-патенов (англ. pattens, фр. patins), носившихся в Средневековье и Раннее Новое время в качестве галош (хотя в качестве альтернативы качественной обуви такие сандалии были описаны еще во времена Римской империи), и представлявших собой деревянные планки, удерживаемые ремешками. Их обычно носили под кожаной или тканевой обувью, чтобы поднять ногу владельца над дорожной грязью. Те, кто был слишком беден, чтобы позволить себе обувь, носили их прямо на чулках-шоссах или просто на голую ногу. Таким образом, из них, вероятно, и эволюционировала обувь с кожаным верхом и с деревянной подошвой.
Ношение в Великобритании башмаков-клогов с деревянной подошвой стало более заметным во время промышленной революции, когда промышленным рабочим понадобилась прочная и дешевая обувь. Мужчины и женщины носили клоги со шнуровкой и застежками, причем застежки были либо из латуни с гравировкой либо чаще из стали. Расцвет такой обуви в Великобритании пришелся на период между 1840-ми и 1920-ми годами. Последний всплеск популярности пришелся на период ВМВ.

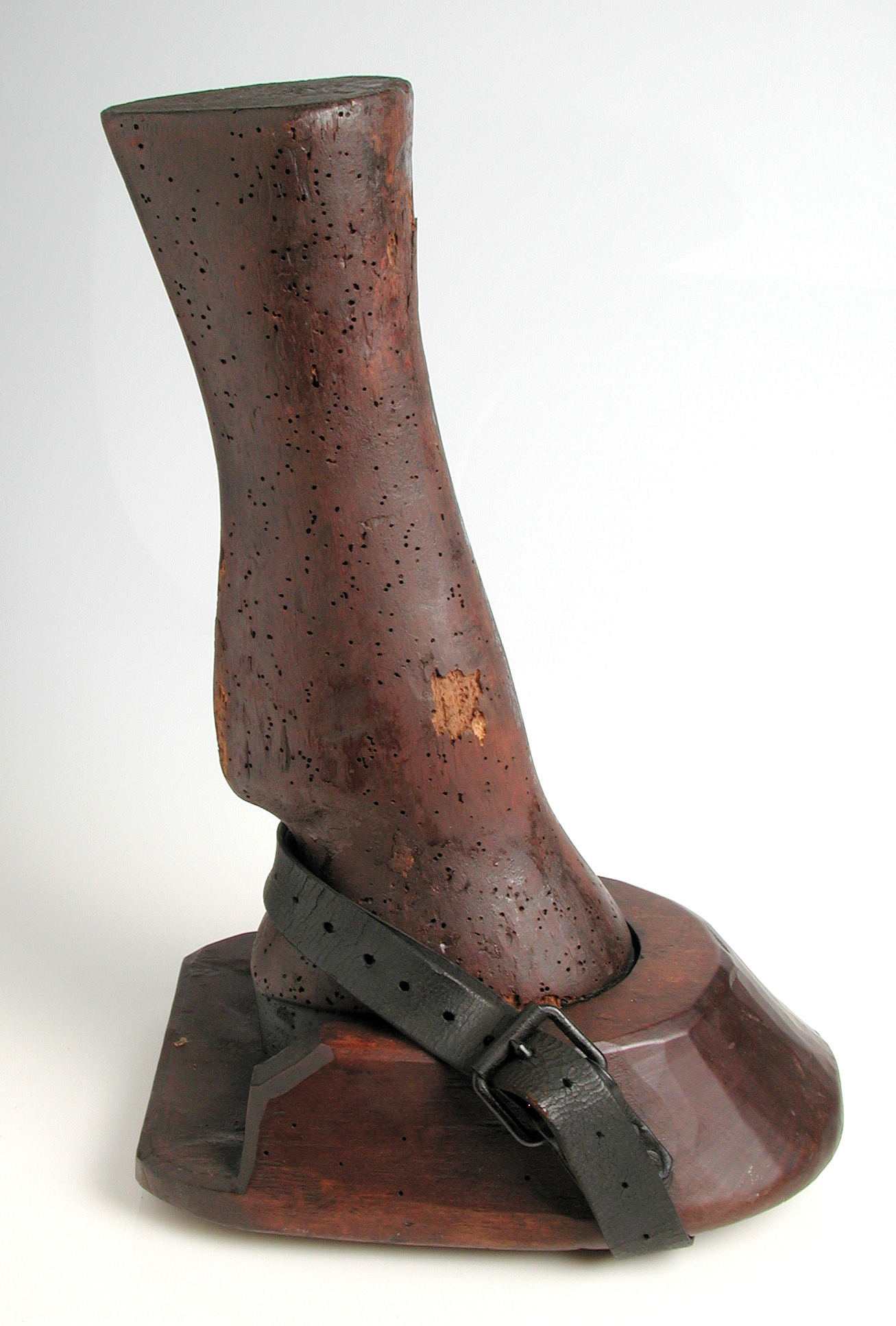
Деревянная подкова, из экспозиции музея Фокке в Бремене.

Чешские нейшлаки представляли собой как раз подобный вид обуви. Они были распространены на юге Богемии и в Пошумавье (чеш. Pošumaví) — области на чешско-немецко-австрийской границе в долине реки Шумавы, а также на севере Богемии.

### Деревянные сандалии
В английской этнографии термин «clog» применяется не только к цельнодеревянной обуви, но также и обуви наподобие сандалий с деревянной подошвой. Из примеров, помимо вышупомянутых патенов, можно назвать индийские падуки, а также множество видов традиционной японской обуви, например, гэта.

### Деревянные подковы
Деревянные «подковы» для лошадей (нем. Pferdetrippe) были распространены на северогерманских равнинах вплоть до XIX в., они предназначались для предотвращения погружения копыт в болотистую почву. Они имели вид широких подошв, которые привязывались к ноге лошади кожаными ремнями, были прямыми сзади и полукруглыми спереди, имели приподнятый край сбоку и спереди; таким образом копыто получaло поддержку. Схожая конская амуниция использовалась до недавнего времени и в Польше (Klumpy).

## Способ ходьбы
При ходьбе ступня работает как устройство с шарниром, сначала опускаясь на пятку, а затем перекатываясь на носок. Поскольку дерево — плотный материал, то в деревянных башмаках невозможно сгибание под подушечкой стопы, как это происходит с мягкой обувью. Чтобы ступня могла перекатываться, у большинства деревянных башмаков нижняя часть носка изогнута вверх. У некоторых разновидностей присутствуют «ножки»-зубчики, например, у калабрийских альбарк. Альбарка может проворачиваться на передних зубчиках.
У некоторых японских и индийских деревянных сандалий (например, гэта) есть «зубцы» или очень высокие колышки на подошве. Обувь может проворачиваться на переднем зубчике. Некоторые средневековые патены состояли из двух частей: от пятки до подушечки и от подушечки до носка. Они соединялись кожаной полоской, образующей «дверную петлю», которая позволяла башмаку сгибаться. У сабо может быть тщательно подогнанное пространство вокруг ступни и между стенками башмака, что позволяет ступне сгибаться, а пятке подниматься внутрь сабо или из него. Толстые, упругие шерстяные носки обеспечивают определенную гибкость посадки.

«На пастбище», Жюльен Дюпре. Изображённая на полотне пастушка носит толстые белые шерстяные носки и черные кожаные постолы под деревянными башмаками, носящимися с большим зазором.
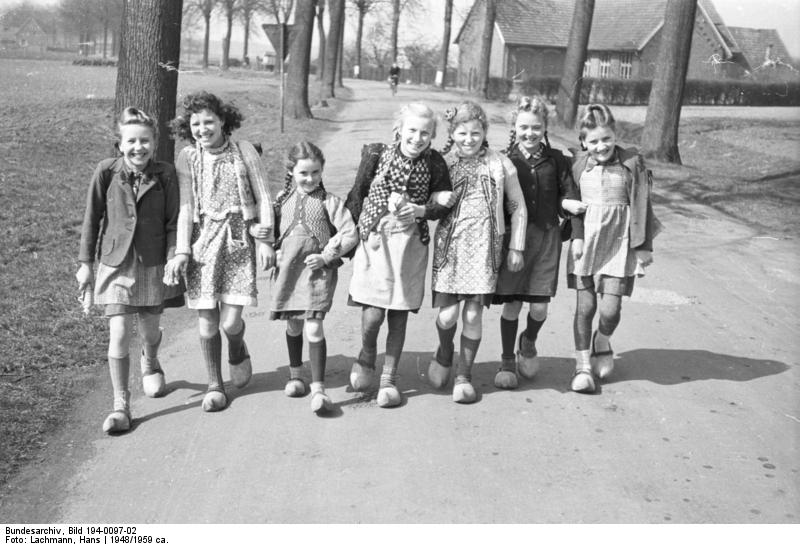
Нидерландские школьники, 1940-1950-е гг. На их кломпах самая задняя часть союзки выполнена из эластичной кожи, а башмак вращается за счёт округлой формы носка.
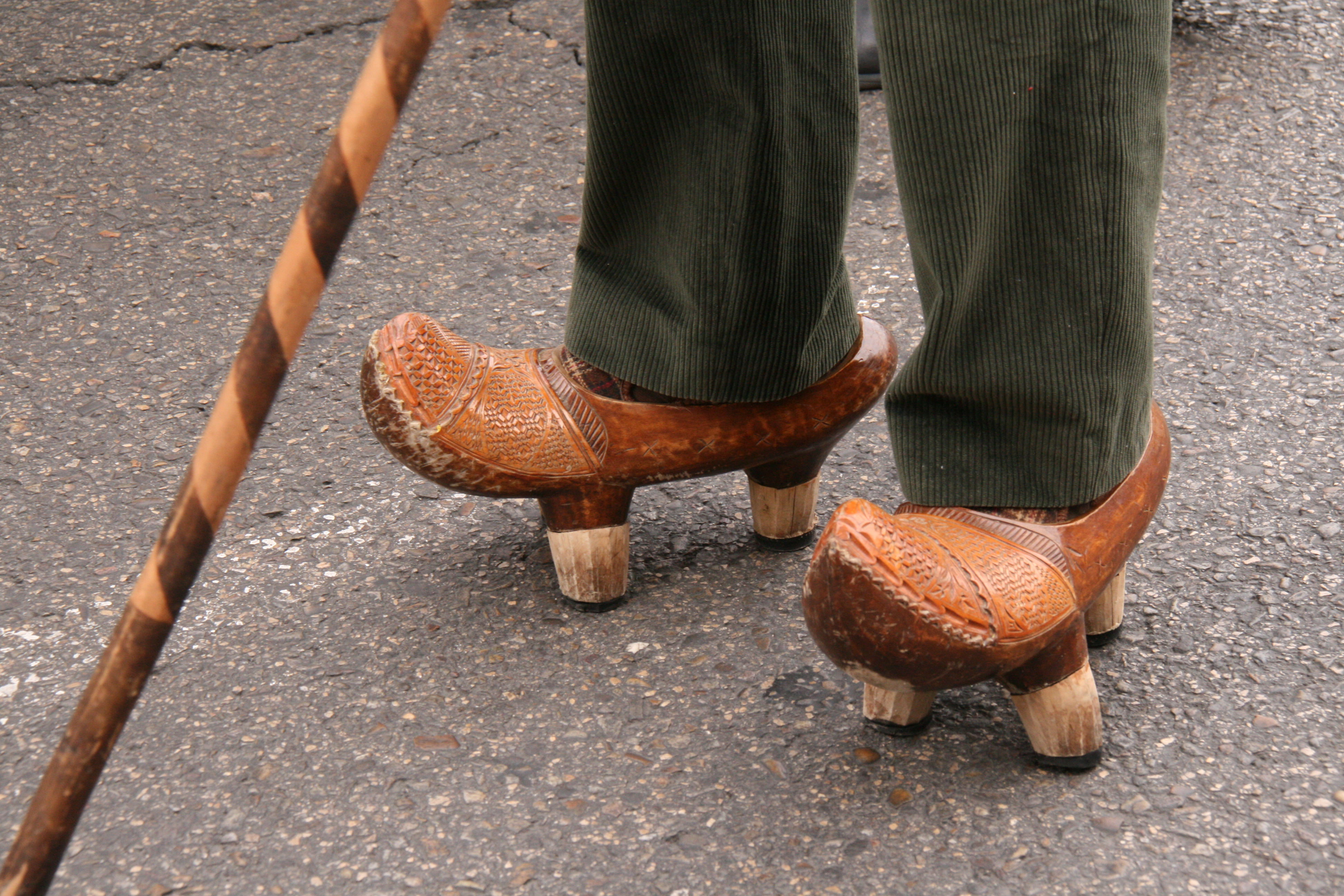
Альбарки, обратите внимание на платформы.
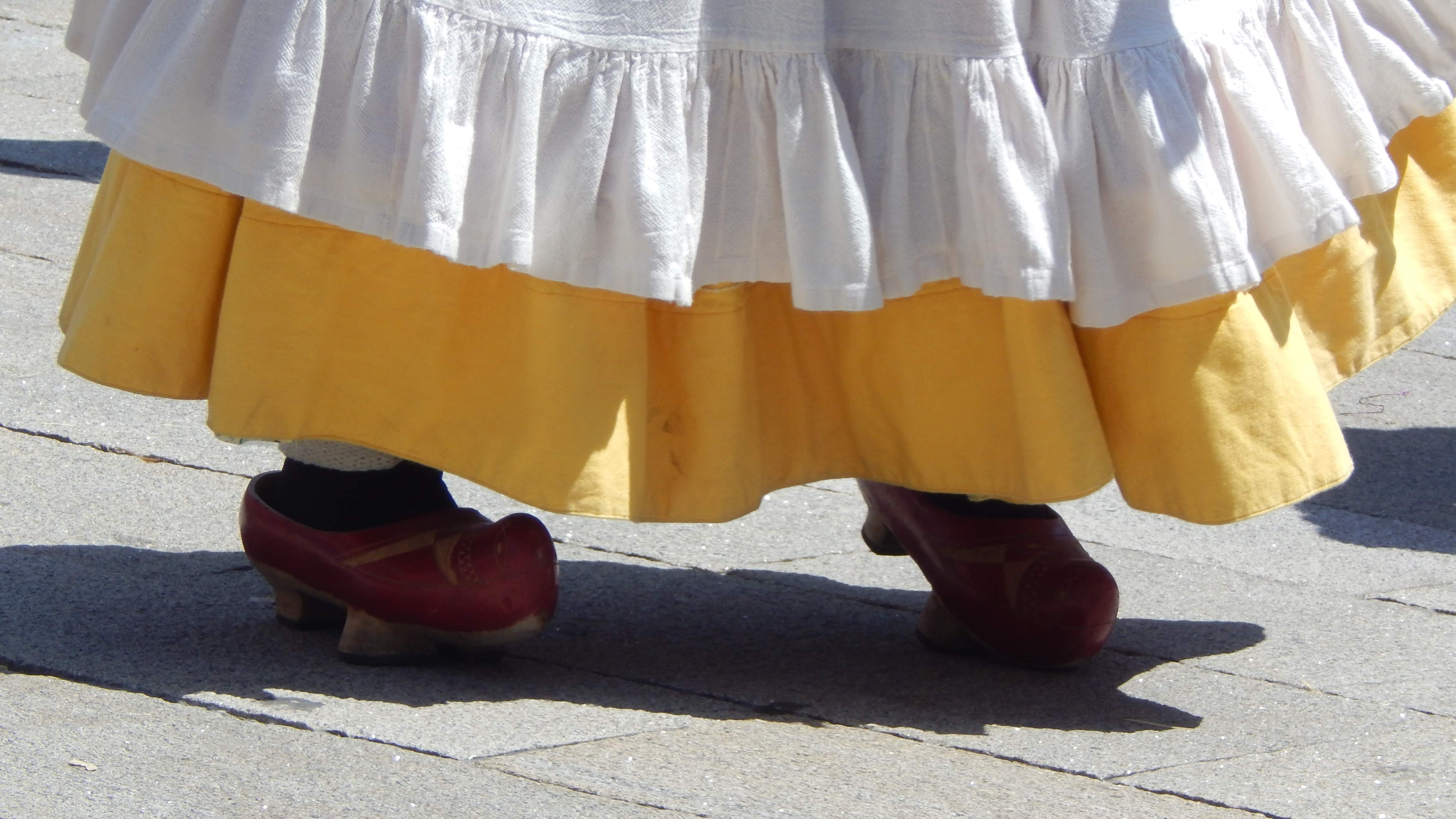
Альбарки
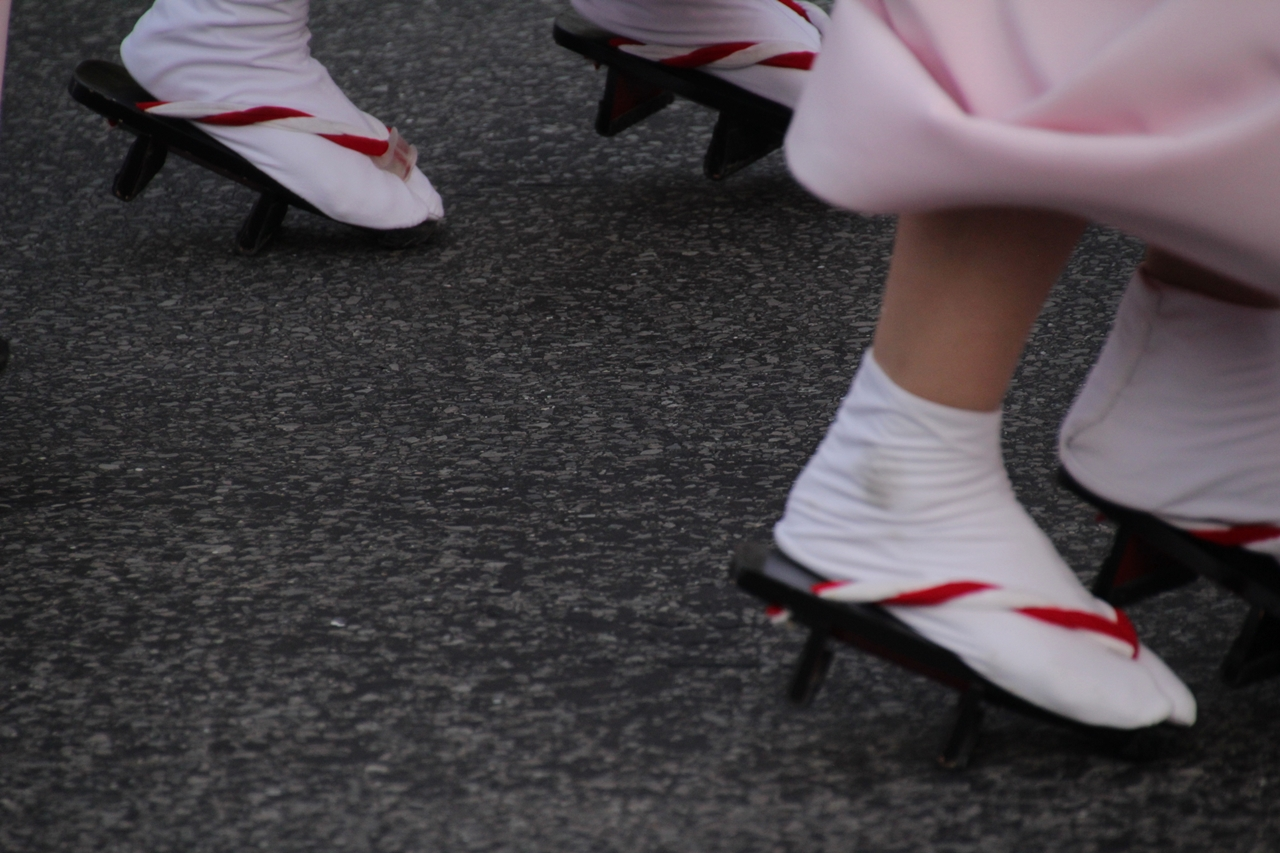
Гэта проворачивается вокруг переднего зубчика-платформы, который должен располагаться под подушечкой стопы.
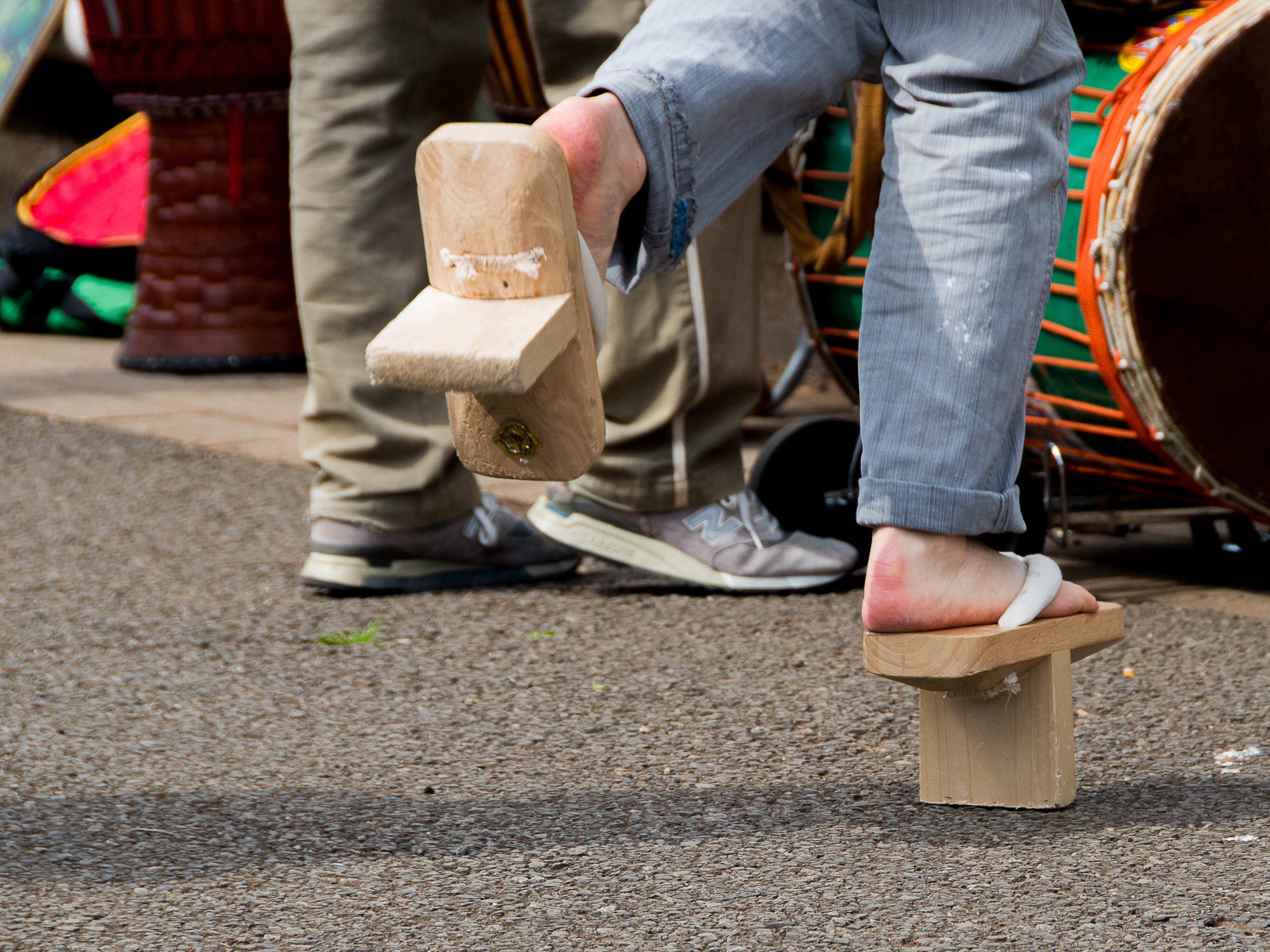
«Тэнгу гэта», обладающие лишь одним зубчиком-платформой.
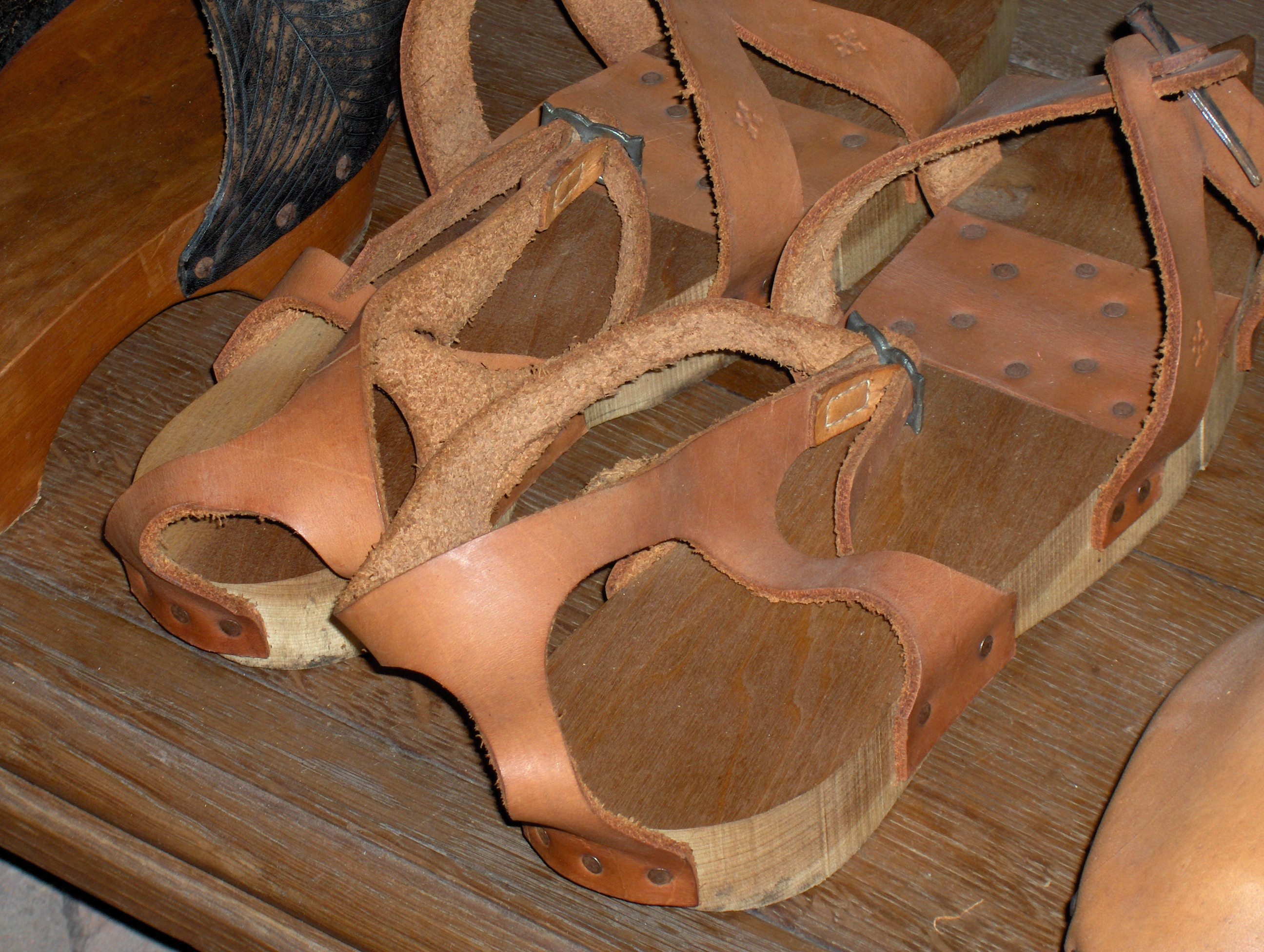
Реконструкция патенов: подошвы шарнирно соединены кожаной пластиной под подушечкой стопы. Недостатком такой конструкции является недостаточная упругость подошвы.
Чопины, Италия, нач. XVII в.Чопины часто обладали подошвой-платформой из пробки и других пород древесины

## Материал и производство
На протяжении веков крестьяне сами изготавливали деревянные башмаки для себя, точно так же, как они шили свою одежду, но без специальных инструментов для данной цели это была утомительная и длительная работа, поэтому те, кто мог себе это позволить, предпочитали покупать их. До возникновения современных копирующих станков мастерские по изготовлению деревянных башмаков были небольшими семейными предприятиями, располагавшихся на заднем дворе, или нанимали двух или трёх подмастерьев. Большинство из этих мастерских также продавали древесные отходы после производства в качестве дров. Для производства традиционной закрытой деревянной обуви подходит мягкая древесина: дуб, например, непригоден из за избыточной твёрдости. Сегодня в Германии и Нидерландах в этом ремесле почти исключительно используется тополь. Древесина клёна используется редко. В прошлом использовалась более дорогие древесины ивы и ольхи.

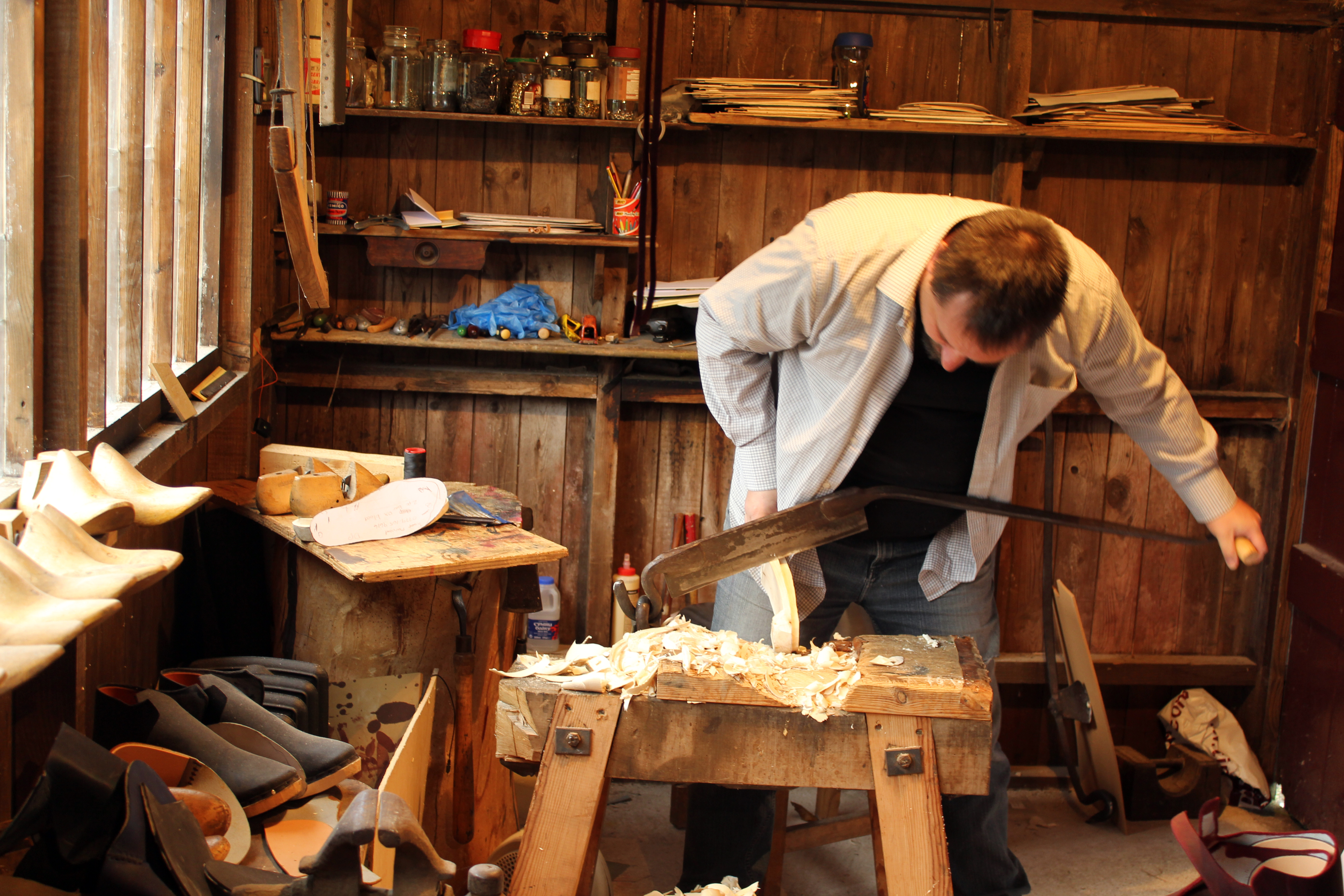
Верстак башмачника-изготовителя деревянных башмаков в Уэльсе. Используется резак, который заякорен одним концом к верстаку, образуя нечто наподобие ножниц. Одна рука остается свободной для орудования чурбаном

Традиционно деревянные башмаки изготовляются из цельного куска дерева. При ручном производстве внешнюю форму обуви грубо предварительно вырезают, а затем точно обрабатывают. Наконец, его внутренняя часть выдалбливается специальными инструментами. Поверхность башмака полируется и при желании может быть окрашена. Для состоятельных людей, а также женщин и детей, деревянные башмаки изготовлялись из лучших материалов (бук, береза, орех, ясень, иногда осина) и красиво отделывались, отполированы, украшены кожей или другими материалами (например, мехом, бархатом), покрыты искусной резьбой, включая имитацию подошв и морщин, характерных для кожаной обуви.

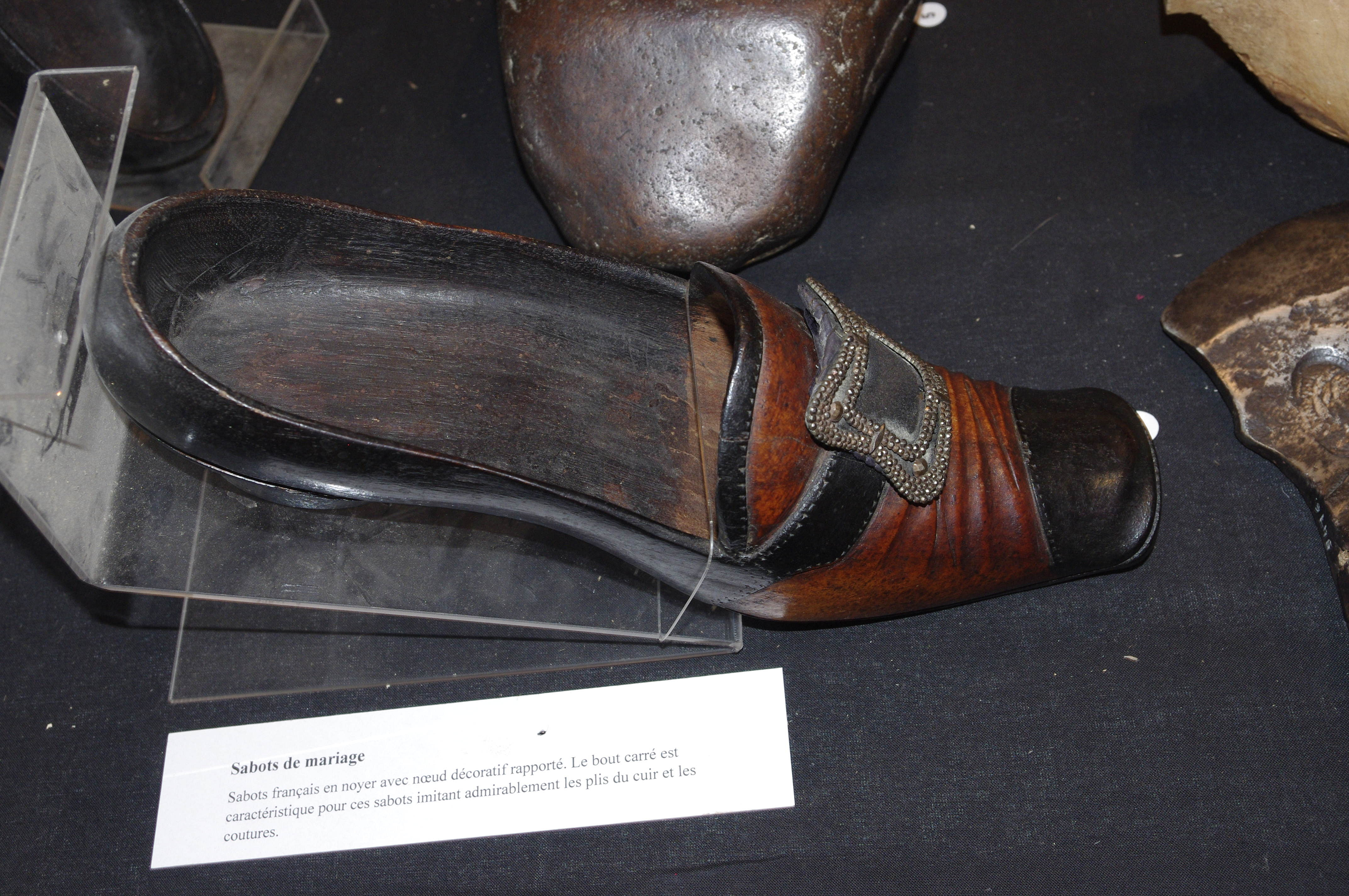
Элегантный свадебный деревянный башмак с имитацией под кожу, экспонат из музея в Обонне (Musée du bois d’Aubonne), Швейцария

Поскольку для носивших их сабо чаще всего вызывали проблемы на подъёме (то есть там, где на кожаной обуви шнурки), самый простой способ исправить это, использованный крестьянами (например во Франции), состоял в том, чтобы положить пучок сена или соломы между деревянной верхней частью и верхней частью ноги, при этом излишки сена торчали, «украшая» обувь. С другой стороны, женские сабо были больше срезаны на подъёме, и для предотвращения их соскальзывания с ног при ходьбе к подошве крепился кожаный ремешок. Такие кожаные ремешки в женских сабо часто украшались. Сабо, изготовленные таким образом, замысловато вырезанные и расписанные, напоминали туфли из натуральной кожи. Сабо-туфли с кожаным или холстяным верхом носили в основном крестьяне и рыбаки, а также иногда работники других профессией, например, пожарные и некоторые рабочие. Механизированный процесс производства аналогичен ручному, но форму обуви можно копировать так часто, как это необходимо, с помощью шаблона.
Производство деревянных башмаков всегда было относительно недорогим, а сегодня себестоимость может быть сведена к минимуму с помощью автоматических деревообрабатывающих станков. Однако фактически даже и теперь обувь, предназначенная для ношения, частично или полностью изготовляется вручную. Деревянная сувенирная обувь почти исключительно изготавливается на станках, поскольку традиционные знания тут не нужны, особенно для вырезания внутренней формы. Поскольку качество такой обуви становится очевидным только тогда, когда она практически применяется по исконному назначению, сувенирные деревянные башмачки, как правило, не подходят для повседневного использования, даже если подходят по размеру. Для подгонки к ноге заказчика каждый башмак должен быть индивидуально обработан мастером.

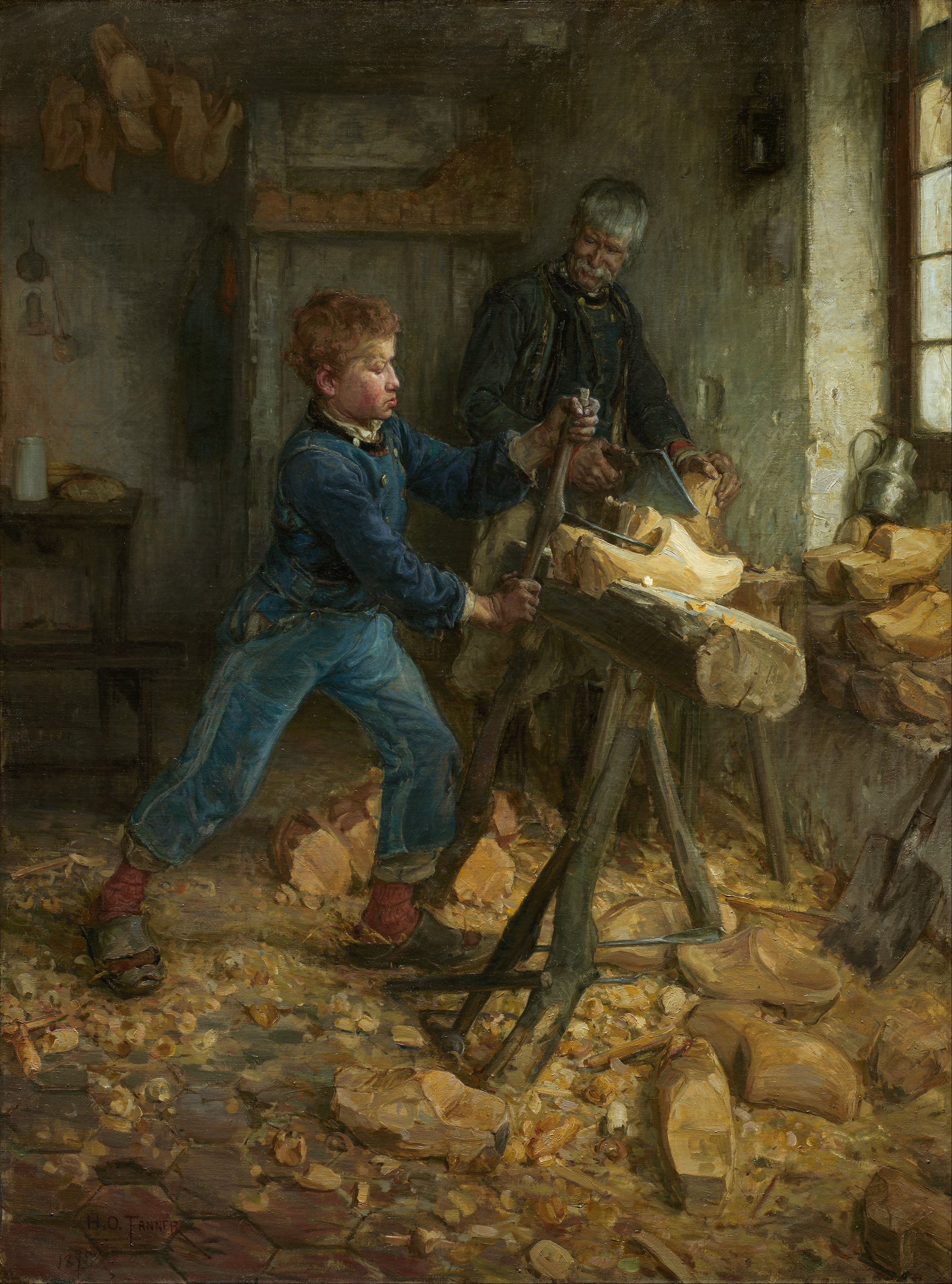
Генри Оссава Таннер: молодой подмастерье в мастерской
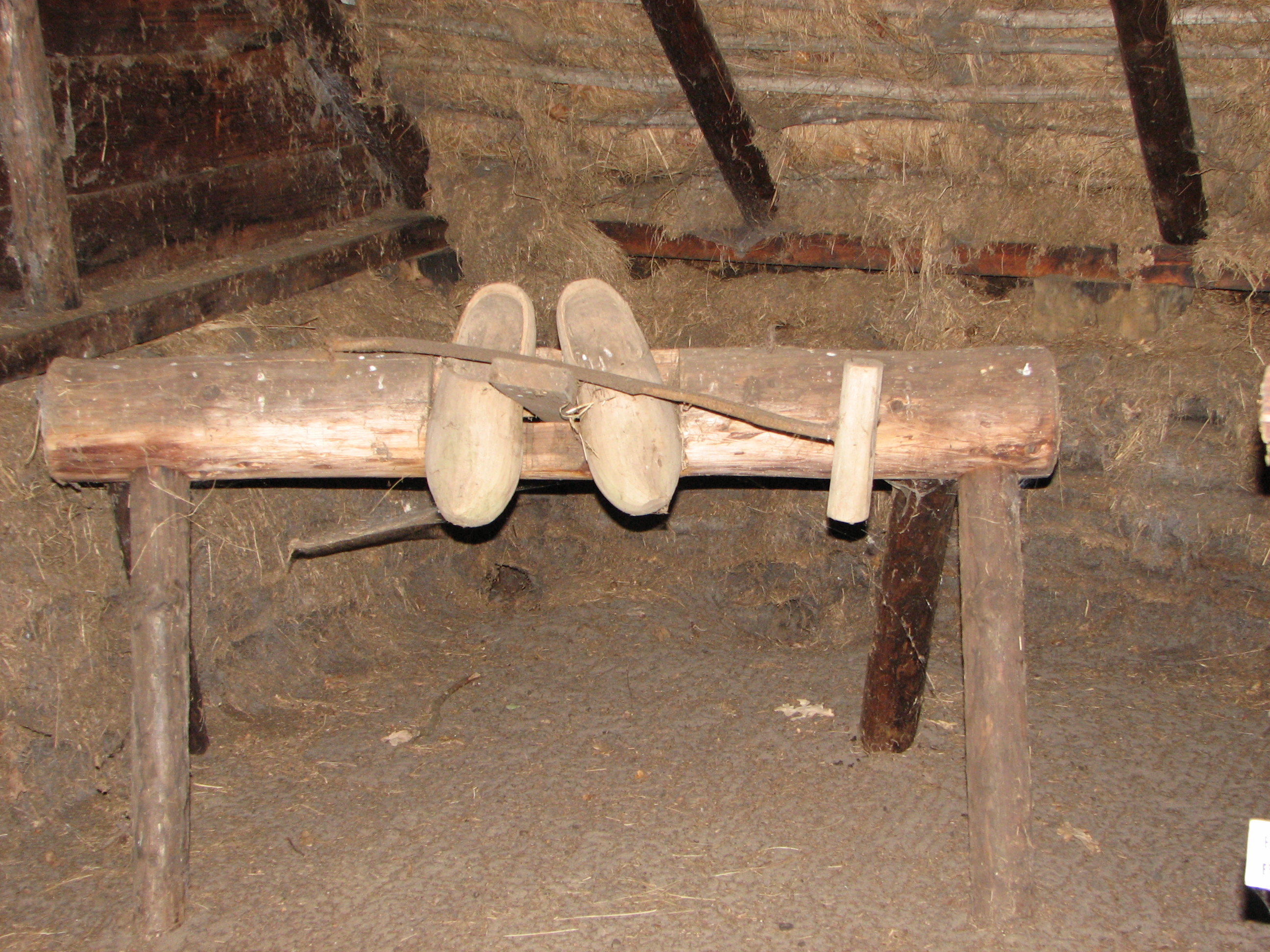
Изготовление сабо вручную: рабочий стол производителя сабо
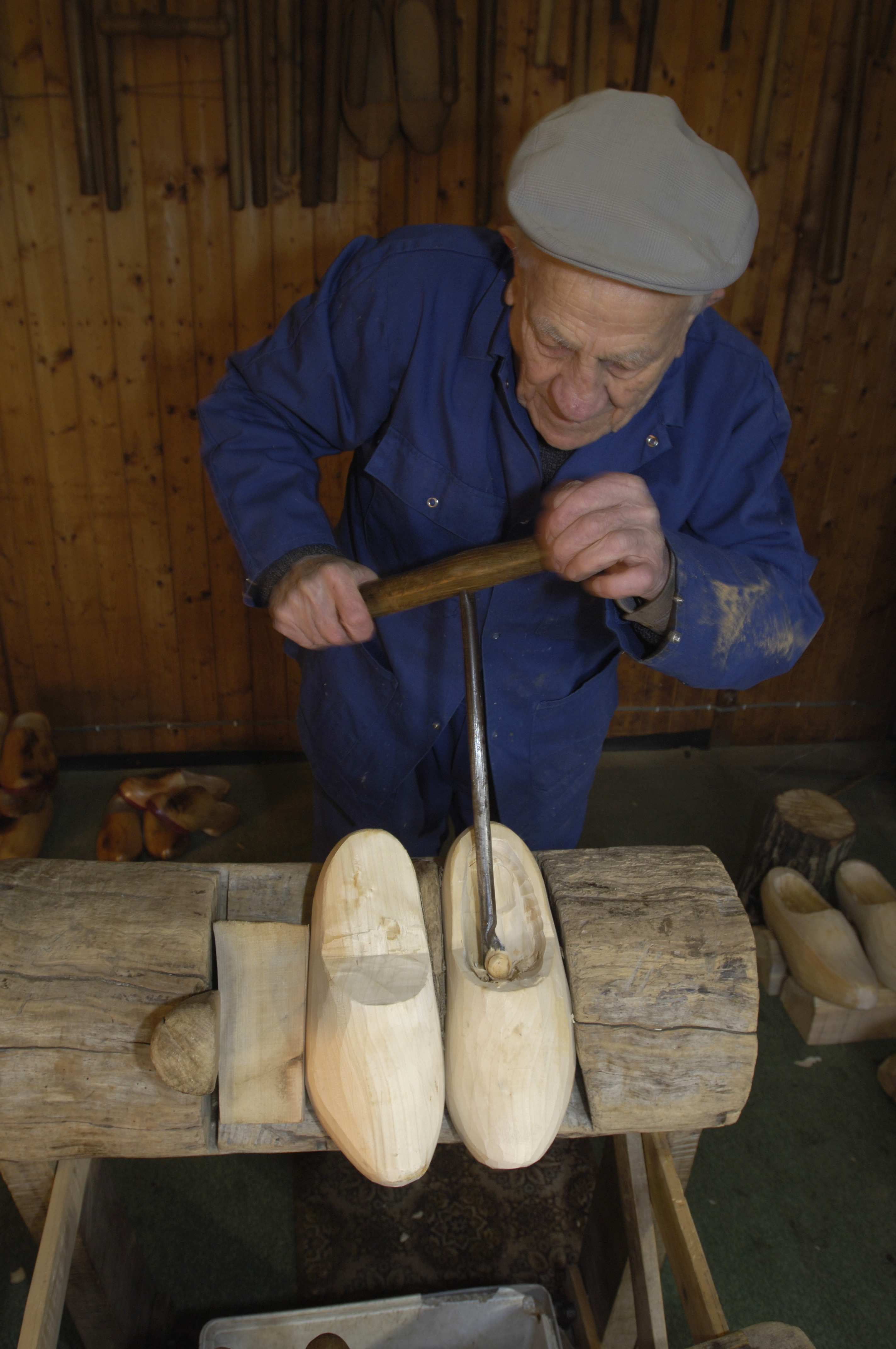
Изготовление сабо вручную
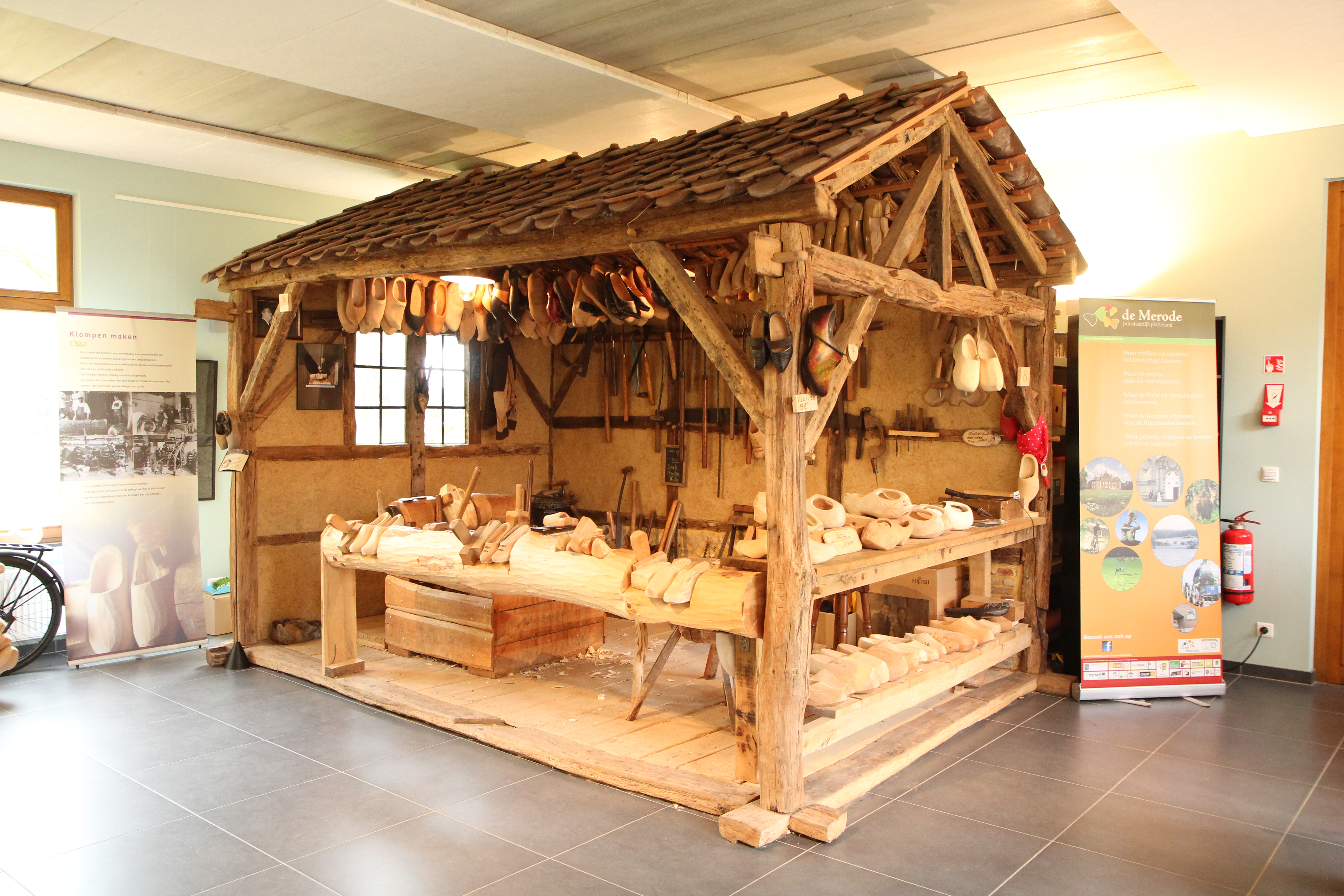
Хижина-мастерская в музее Klompen Den Eik
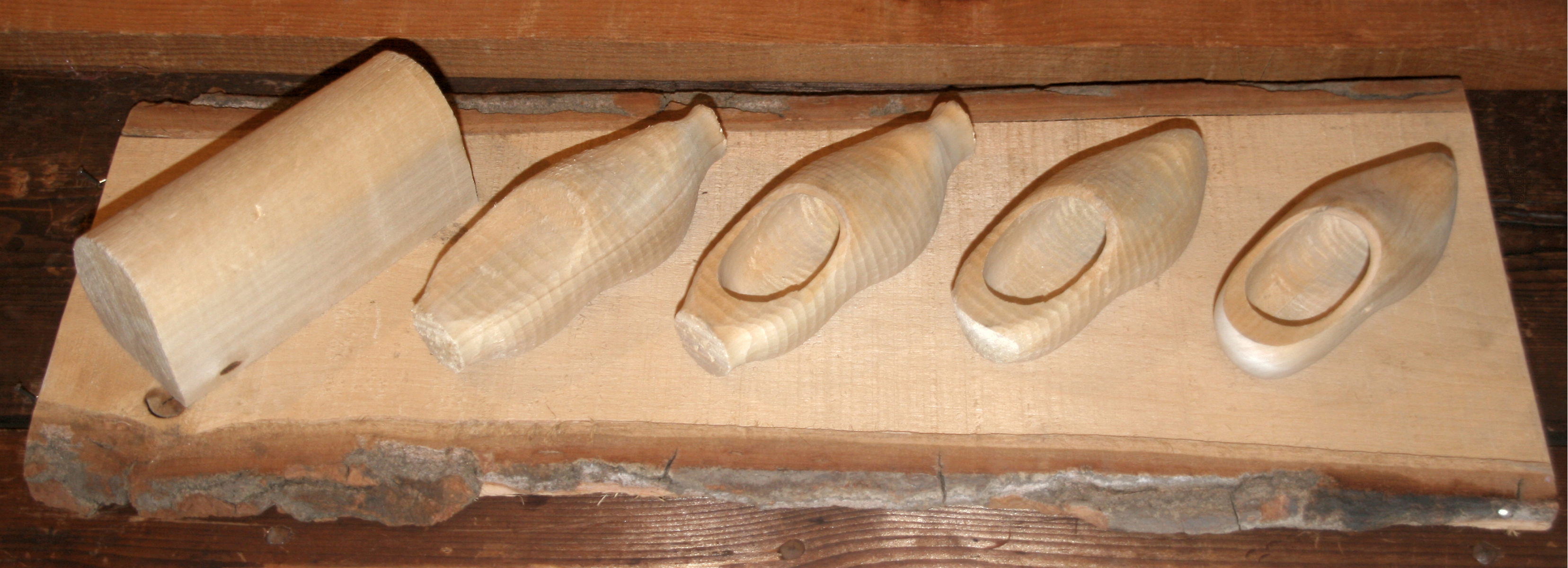
Этапы изготовления (слева — направо)
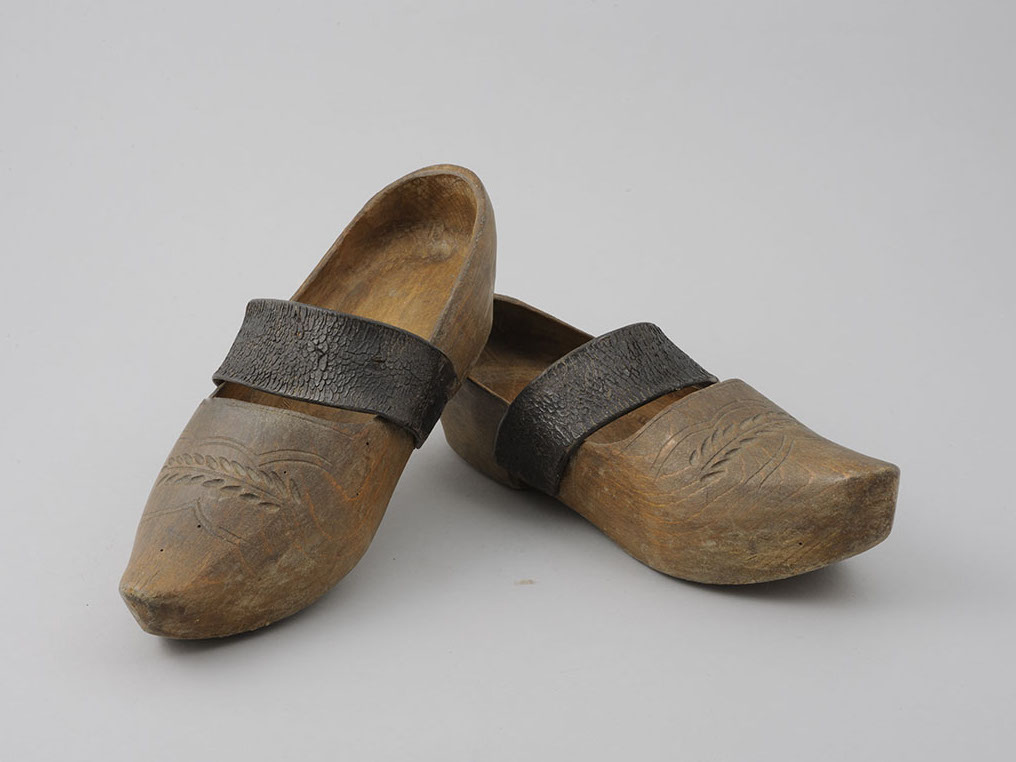
Сабо с кожаным ремешком
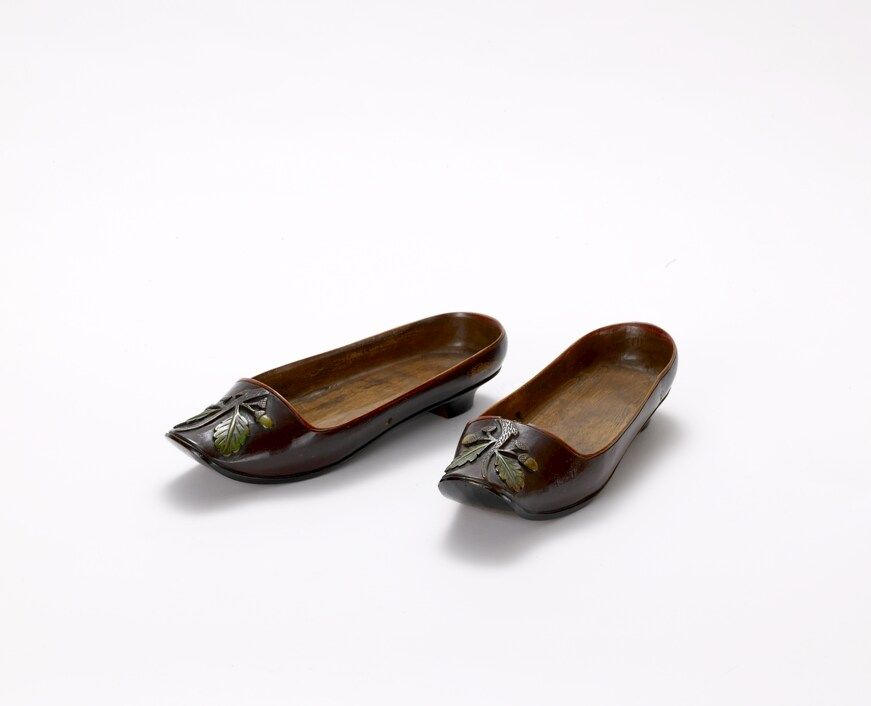
Женские сабо на каблуке

## В искусстве
Существует также специальный вид деревянной обуви для танцев (клоггинга). Такие башмаки схожи с обувью для исполнения чечётки, но по-другому звучат.
- Клумпакоис — старинный литовский народный парный танец, исполняемый в деревянных башмаках.
- Саботьер — французский народный танец, исполняемый в деревянных башмаках.